# داني مكنمارا
داني مكنمارا (بالإنجليزية: Danny McNamara)‏ هو مغني وكاتب أغاني بريطاني، ولد في 31 ديسمبر 1970 في Bailiff Bridge ‏ في المملكة المتحدة.

## وصلات خارجية
- داني مكنمارا على موقع ميوزك برينز (الإنجليزية)
- داني مكنمارا على موقع أول ميوزيك (الإنجليزية)
- داني مكنمارا على موقع ديسكوغز (الإنجليزية)